# Латинизација (правописна)
Правописна латинизација је процес увођења и употребе латиничног писма у језицима који изворно користе неки други писани систем (или ниједан). Методе правописне латинизације укључују транслитерацију, за представљање писаног текста, и транскрипцију, за представљање говорне речи. Ово последње може се делити у фонемску транскрипцију, где се бележе фонеме или јединице семантичких значења у говору, и у више строгу фонетску транскрипцију, која прецизно бележи звукове говора. Свака романизација има своју групу правила за изговор романизоване речи.
Примери језика за које овај процес је често примјењује су кинески, јапански и корејски језик.
Ћирилизација је сличан процес представљања језика користећи ћирилицу.

## Методе латинизације

### Транслитерација
Ако се латинизацијом покушава транслитеровати оригинални текст, главни принцип је један-на-један мапирати слова из изворног језика у латиницу, са мањем нагласка на изговор који је намјењен према читаоцима језика. На пример, Нихон-шики латинизација јапанског језика омогућава информисаног читаоца да реконструише оригиналне јапанске слогове Кана (писмо)кана са 100% тачности, али захтева додатног знања за исправан изговор.

### Транскрипција

#### Фонемска
Намера већине латинизација је да омогући повременог читаоца који није упознат са оригиналном писму да изговара изворни језик прилично тачно. Таква латинизација следи принципе фонемске транскрипције и покушава да изрази значајне звукове (фонеме) оригиналног језика што је више могуће у циљани језик. Популарна Хепбурн романизација јапанског је пример транскрибоване латинизације створен за енглеске говорнике.

#### Фонетска
Фонетско претварање иде корак даље и покушава да прикаже све гласове у изворном језику, жртвујући читљивост ако је потребно помоћу знакова или конвенцијама који није пронађен у циљаном писму. У пракси, таква заступљеност готово никад не настоји да представи сваки могући алофон–посебно оне које се појављују природно због дејства коартикулације–и уместо тога ограничава себе на најзначајније алофонске разлике. Међународна фонетска абецеда је најчешћи фонетски систем транскрипције.

### Упоређење
За већину језичких парова, изградња корисне романизације укључује уступке између две крајности.

## Латинизација специфичних писма

### Арапски
Арапско писмо се користи за писање арапског, персијског и урду, као и бројне друге језике у муслиманском свету, посебно афричке и азијске језике који немају властито писмо. Стандардни латинизације укључују:
- (1936): Усвојена од стране Међународне конвенције оријенталних научника у Риму.
- (1968): Створен од стране Британског института стандардизације
- (1970s): Створен од стране војске САД
- (1972)
- (1982): Створен од стране Њемачког института стандардизације
- (1984). Транслитерације.

### Кинески
Романизација кинеског језика, посебно се показало као врло тешки проблем, иако је проблем додатно компликован политичким разматрањима. Још једна компликација је и чињеница да се мандарински сматра да није писан фонетски, због тога, многе табеле латинизација садрже кинеске знакове плус један или више латинизација или бопомофо.

#### Стандардни мандарински
- Латинизација Француске школе далеког истока. Створен од стране Француске школе далеког истока у 19. веку, употребљен углавном у Француској.
- Латинхуа Синвендз (1926): Изоставља тонове. Био је кориштен првенствено у Совјетском Савезу и Синјангу 1930-их. Претходник пинјина.
- Лесинг-Отмер: Углавном кориштен у Њемачкој.
- Кинески поштански систем романизације (1906): Рани стандард за међународне адресе.
- Вејд-Џајлс (1912): Транслитерација. Веома популаран од 19. века до скорашњег времена и још се користи од стране неких западних књижевника.
- Јејл латинизација (1942): Створен од стране САД са комуникацију у бојишту и користи се у утицајним Јејл уџбеницима.
- Лег латинизација: Створен од стране Џејмс Лега, Шкотски мисионар.

##### Континентална Кина
- Пинјин (1958): У континенталној Кини, пинјин се званично користи за латинизацију мандаринског за више деценија, првенствено као језички алат за поучавање стандардног мандаринског језика за студенте чији матернњи језик није стандардни мандарински. Систем се користи у неким другим кинеским говорним подручјима као што су Сингапур и делови Тајвана, те је усвојен од већине међународне заједнице као стандард за писање кинеске речи и имена у латиници. Вредност пинјин у образовању у Кини лежи у чињеници да Кина има дословно хиљада различитих дијалекта, иако постоји само један заједнички писмени језик и само један заједнички стандардизовани говорни облик.
- ISO 7098 (1991): На основи пинјина.

##### Тајван
- Гвоју лоумаци: (1926—1984): Користио се у континенталној Кини пред комунистичког преузимања 1949. године.
- Мандарински фонетски симболи 2 (1984—2000): Не сме се помијешати са Мандаринским фонетским симболима 1 који је бопомофо.
- Тонгјонг пинјин (2000—2008): На основи ханју пинјина.
- Ханју пинјин (2008)

#### Стандардни кантонски
- Барнет-Чао
- Кантонска латинизација (1960)
- Латинизација кантонског Владе Хонг Конга
- Јутпинг
- Мејер-Вемпе
- Сиднеј Лау латинизација
- Јејл латинизација

### Ћирилица

#### Српски
- Srpska latinica

#### Бугарски
- Директан систем транслитерације бугарског писма

Овај данашњи званични бугарски систем постоји од 1995., мада у прошлости био је коришћен такозвани систем Андрејчина (који је сличан Српске латинице) на путоказима и таблама са именима улица.

#### Руски
- Транслитерација руског писма

#### Украјински
- Транслитерација украјинског писма

#### Белоруски
- Транслитерација белоруског писма